# Bredene
Bredene (westflämisch Brèinienge) ist eine belgische Gemeinde in der Provinz Westflandern. Sie zählt 18.180 Einwohner (Stand 1. Januar 2024). Die Gemeinde Bredene liegt im Bezirk Ostende und liegt fünf Kilometer nordöstlich von Ostende.
Bredene ist bei Campingfreunden vor allem wegen der mehr als 30 miteinander konkurrierenden Campingplätze populär. Die Haupteinnahmequelle der Gemeinde ist der Tourismus.
Bredene ist der einzige belgische Badeort mit einem Nacktstrand. Die Gemeinde hat keinen Deich, verfügt jedoch über eine ununterbrochene Dünenreihe, die sie einzigartig an der belgischen Küste macht. Dies suggeriert den Eindruck eines natürlichen Strandes und zugleich die Nähe des Ortes.
Bredene ist mit seinen Stränden und Dünen mit der sogenannten Kusttram erreichbar.

## Politik
Seit 2010 ist Steve Vandenberghe Bürgermeister von Bredene. Er gehört der Sozialistischen Partei an.

## Persönlichkeiten
- Willy-Marie-Fernand Vincke (1894–1945), römisch-katholischer Geistlicher, NS-Opfer

## Galerie

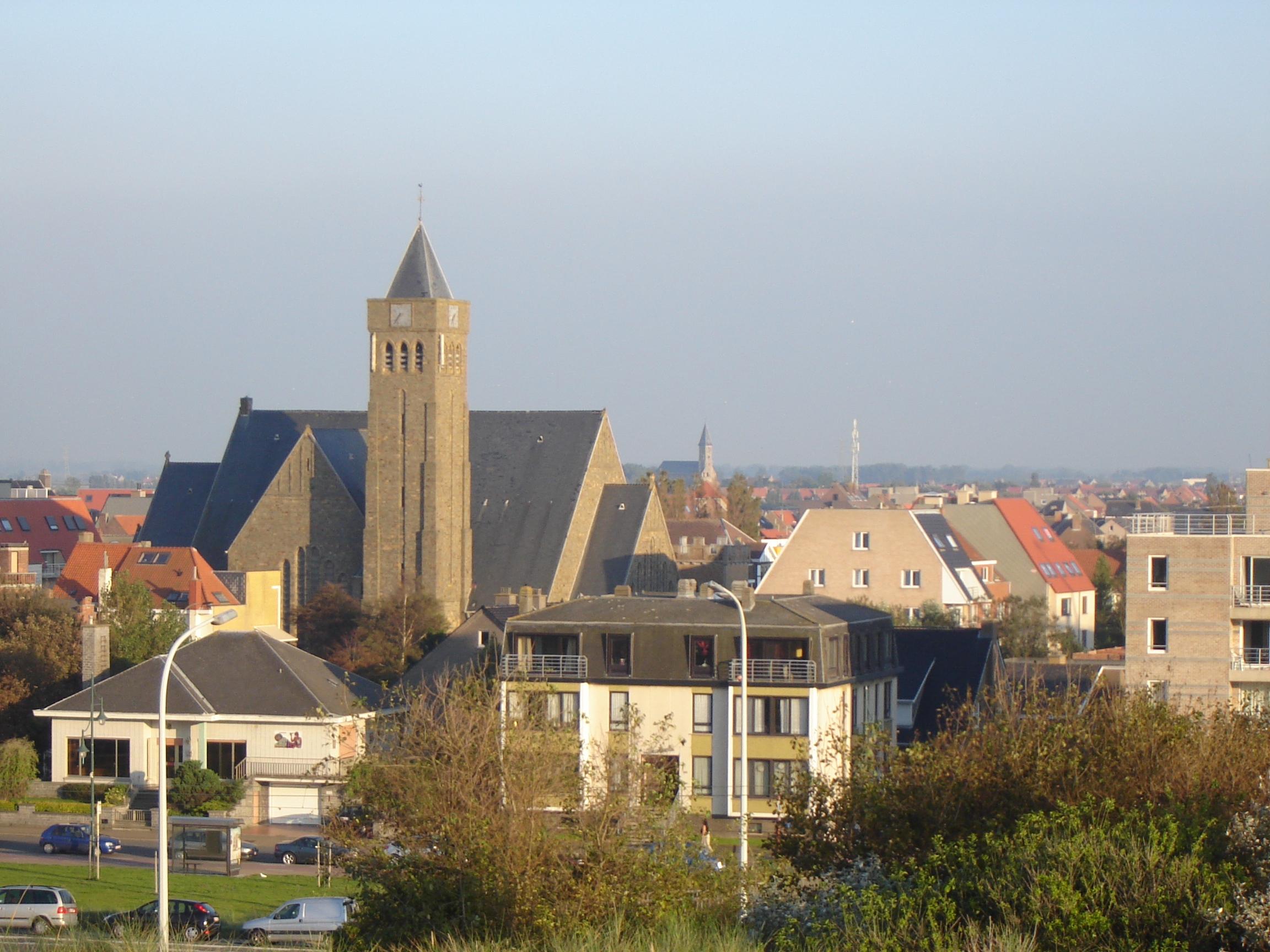
Blick auf Bredene
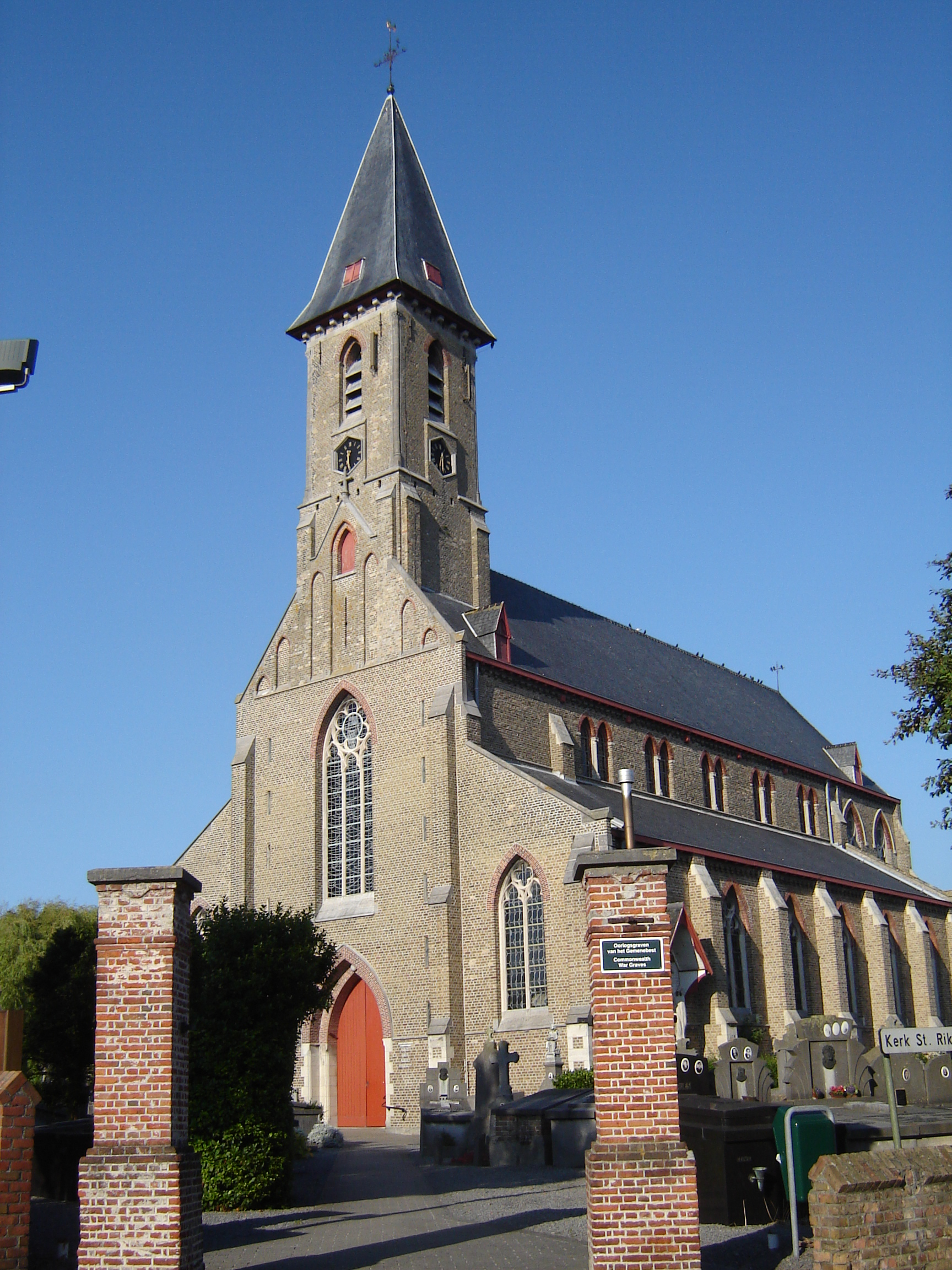
Kirche St. Rikierskerk
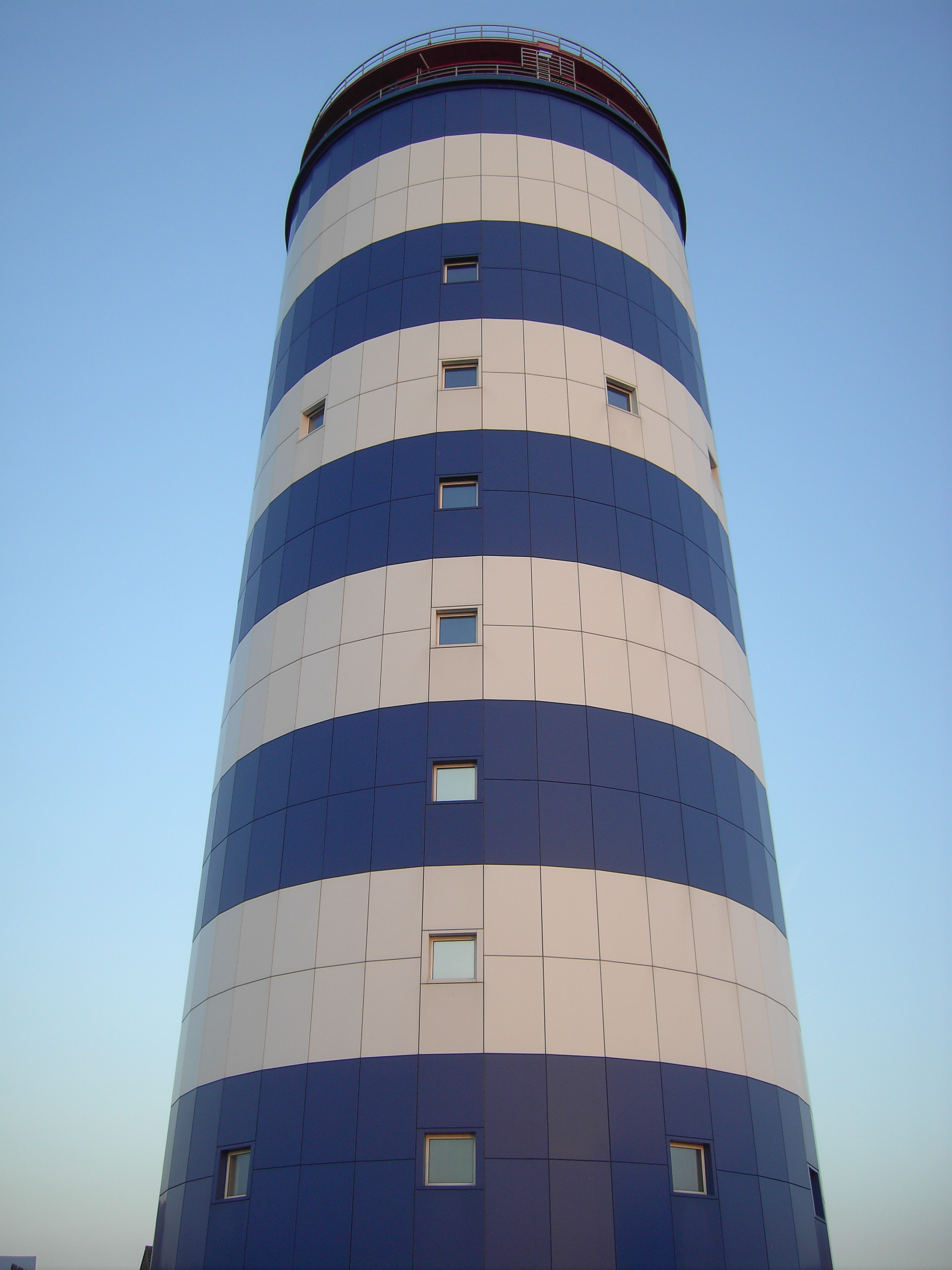
Wasserturm in Bredene
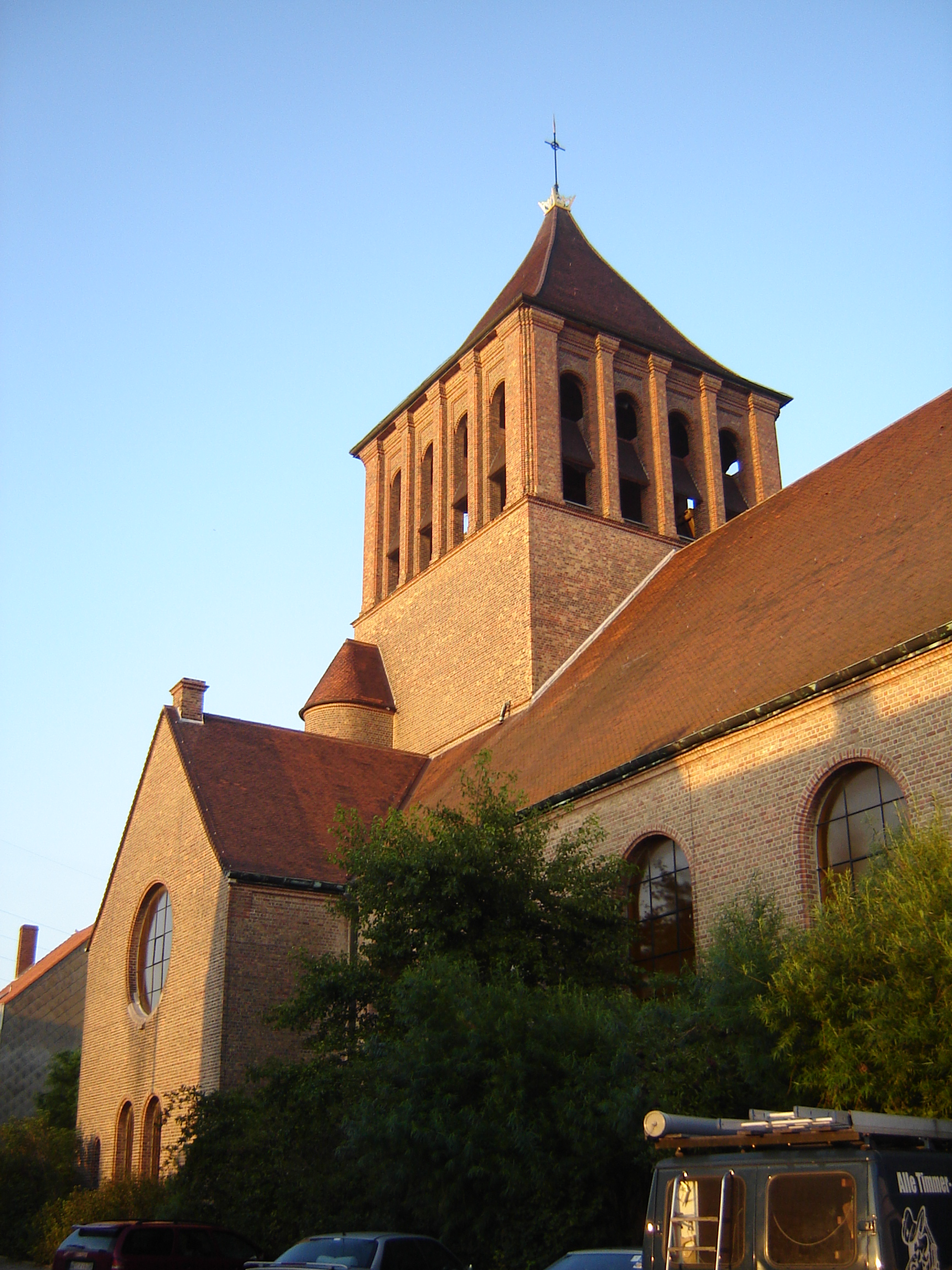
St.-Joseph-Kirche
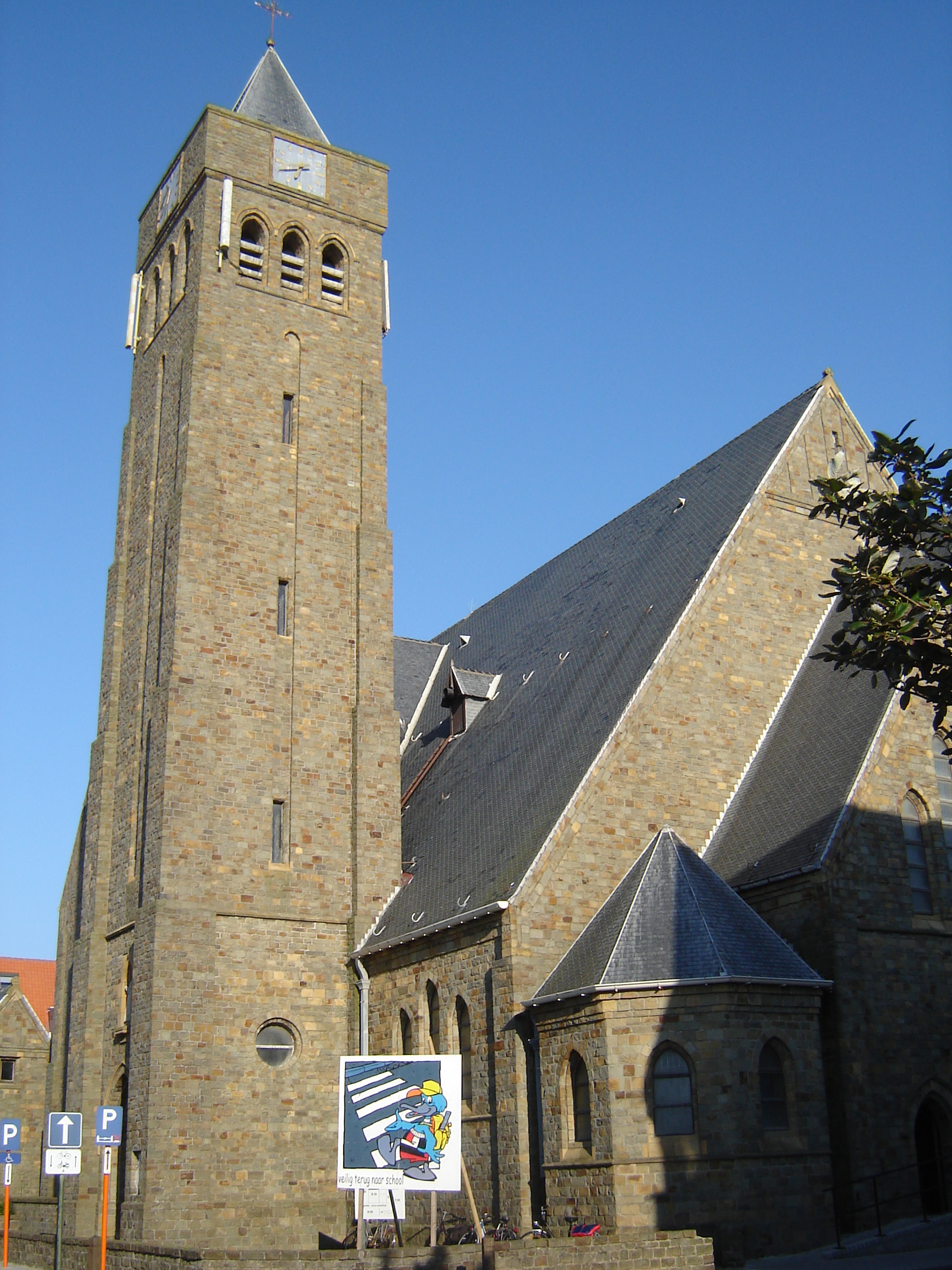
St.-Theresia-Kirche
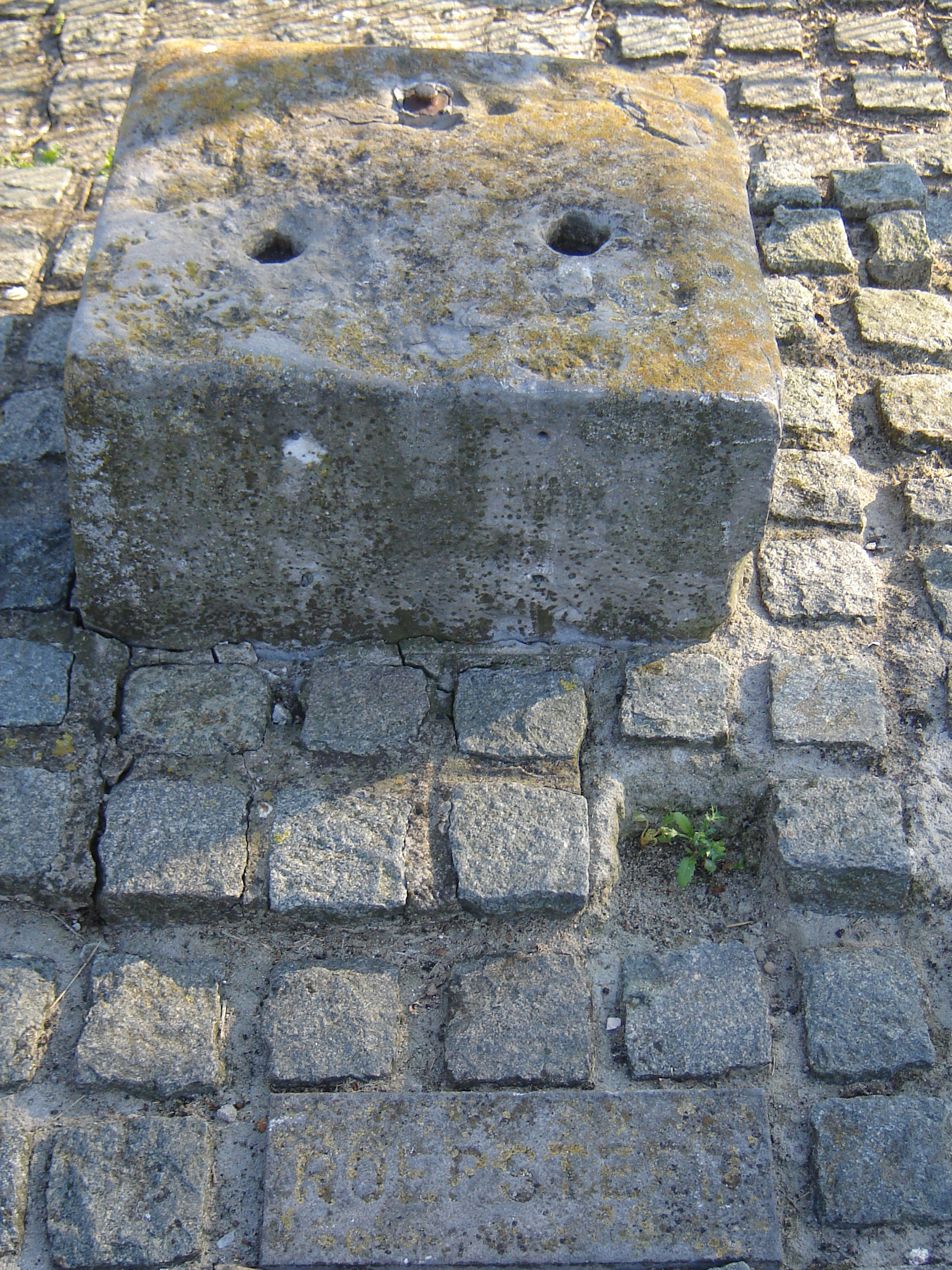
Dieser Stein wurde ursprünglich benutzt, um Nachrichten an die Bevölkerung weiterzugeben